# Unité urbaine d'Uzès
L'unité urbaine d'Uzès est une unité urbaine française centrée sur la commune d'Uzès, dans le département du Gard, en région Occitanie.

## Données générales
Dans le zonage réalisé par l'Insee en 2010, l'unité urbaine était composée de quatre communes.
Dans le nouveau zonage réalisé en 2020, elle est composée des quatre mêmes communes.
En 2022, avec 11 592 habitants, elle représente la 10e unité urbaine du département du Gard et occupe le 53e rang dans la région Occitanie.
En 2022, sa densité de population s'élève à 169 hab/km2. Par sa superficie, elle représente 1,17 % du territoire départemental et, par sa population, elle regroupe 1,52 % de la population du département du Gard.

## Composition 2020 de l'unité urbaine
Elle est composée des quatre communes suivantes :
| Nom                        | Code Insee | Département | Statut       | Superficie (km2) | Population (dernière pop. légale) | Densité (hab./km2) | Modifier                                    |
| -------------------------- | ---------- | ----------- | ------------ | ---------------- | --------------------------------- | ------------------ | ------------------------------------------- |
| Uzès (ville-centre)        | 30334      | Gard        | ville-centre | 25,41            | 8 360 (2022)                      | 329                | modifier les données · modifier les données |
| Arpaillargues-et-Aureillac | 30014      | Gard        | banlieue     | 13,67            | 1 048 (2022)                      | 77                 | modifier les données · modifier les données |
| Montaren-et-Saint-Médiers  | 30174      | Gard        | banlieue     | 19,42            | 1 390 (2022)                      | 72                 | modifier les données · modifier les données |
| Saint-Maximin              | 30286      | Gard        | banlieue     | 9,90             | 794 (2022)                        | 80                 | modifier les données · modifier les données |

## Évolution démographique
| 1968  | 1975  | 1982  | 1990   | 1999   | 2010   | 2015   | 2022   |
| ----- | ----- | ----- | ------ | ------ | ------ | ------ | ------ |
| 7 889 | 8 319 | 9 182 | 10 938 | 10 658 | 11 764 | 11 726 | 11 592 |

#### Données générales
- Unité urbaine en France
- Aire d'attraction d'une ville
- Liste des unités urbaines de France

#### Données démographiques en rapport avec l'unité urbaine d'Uzès
- Aire d'attraction d'Uzès
- Aire d'attraction de Nîmes
- Arrondissement de Nîmes

#### Données démographiques en rapport avec le Gard
- Démographie du Gard